# IC 4472
IC 4472 — галактика типу Sc (компактна спіральна галактика) у сузір'ї Вовк.
Цей об'єкт міститься в оригінальній редакції індексного каталогу.